# Sofia av Bayern (1376–1425)

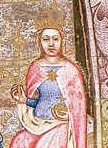
Sofia av Bayern

Sofia av Bayern, född 1376, död 26 september 1425, var drottning av Böhmen, gift med kung Wencel IV. Hon var dotter till hertig Johan II av Bayern och Katarina av Görz. Efter makens död fungerade hon som ställföreträdande regent i Böhmen under augusti, september och oktober 1419.

## Biografi
Sofia uppfostrades i Landshut av sin farbror, hertig Fredrik av Bayern. När hon var tolv år förde Fredrik henne till Prag i Böhmen och föreslog henne som brud åt kung Wencel IV. Vigseln ägde rum i Prag 2 maj 1389. Bröllopet firades med framställningen av flera handskrifter, inklusive en av de första tyska bibelöversättningarna. Äktenskapet var barnlöst men beskrivs som lyckligt. Sofia lär ha haft en viss ekonomisk begåvning.
I mars 1393 avled hennes biktfader Johannes av Nepomuk efter att ha blivit förhörd under tortyr. Orsaken är okänd; det sades att han vägrat avslöja hennes bikt, men han befann sig också vid tiden för sin död i konflikt med Johan av Jenštejna.
Sofia kvarblev i Karlstein under en tid av uppror och makens fångenskap 1402-1403. Hon var till att börja med anhängare av kyrkoreformatorn Jan Hus, lyssnade på hans predikningar och gav honom i likhet med sin make sitt skydd. När Hus bannlystes 1410 drog hon tillbaka sitt stöd, men hon var övertygad om att dennes död 1415 skulle leda till en kris.
År 1419 avled Wencel utan arvinge, och Sofia blev tillfällig regent. Hon sökte stöd av sin före detta svåger, den framtida kejsaren Sigismund, vars arvsrätt till Böhmens tron hon stödde. I oktober undertecknades en traktat mellan Sofia och Böhmens ledande makthavare med en allmän försäkran om lag och ordning skulle upprätthållas. Hon förlorade snart kontrollen över riket. Sofia hade tillsammans med Sigismund ansvar för skötseln av en egendom i Prešburku, och det ryktades att de hade ett förhållande. Sigismund kommenterade att Sofia alldeles säkert skulle gifta sig igen, troligen med Wladyslaw II av Polen. Hon gifte dock aldrig om sig.